# Aleksandra Konieczna

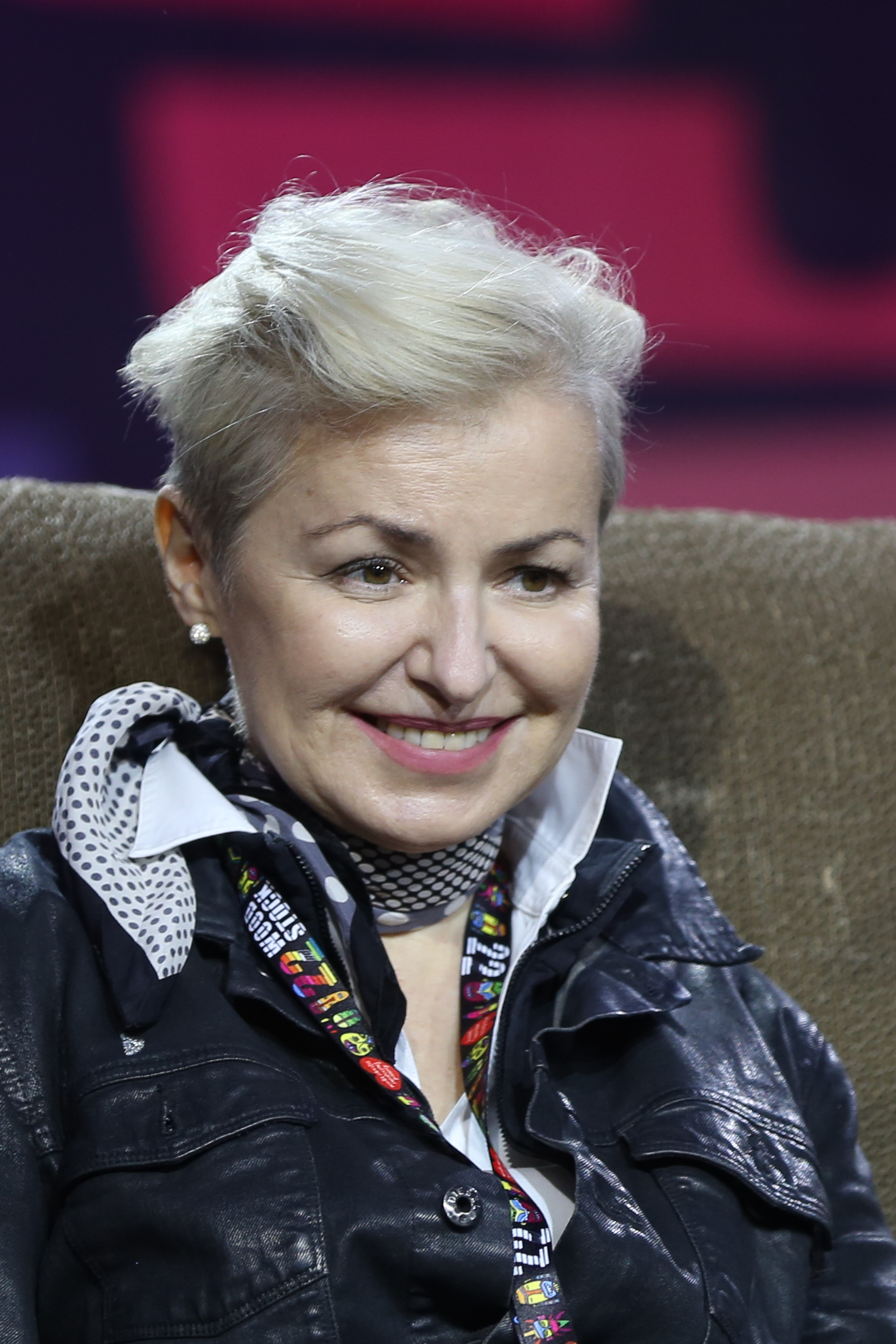
Aleksandra Konieczna (2016)

Aleksandra Konieczna (* 13. Oktober 1965 in Prudnik) ist eine polnische Theater- und Filmschauspielerin. Sie wurde dreimal mit dem Polnischen Filmpreis ausgezeichnet.

## Leben
Aleksandra Konieczna wurde 1965 in Prudnik geboren. Sie besuchte die Zespół Szkół in Prudnik und absolvierte 1988 die Aleksander-Zelwerowicz-Theaterakademie Warschau. Von 1988 bis 1990 war sie Schauspielerin am Współczesny-Theater in Warschau, von 1990 bis 2000 am Dramatischen Theater und spielte später am Rozmaitości-Theater. 
In Corpus Christi von Jan Komasa aus dem Jahr 2019 spielte sie Lydia. In der Fernsehserie Król spielte sie 2020 in zwei Folgen Madame Potocki.
Im Jahr 2020 veröffentlichte sie ihre Autobiografie mit dem Titel Anyzowe dropsy.
Konieczna war die zweite Ehefrau des Regisseurs Andrzej Maj und hat mit ihm eine gemeinsame Tochter. Sie lebt in Warschau, im Bezirk Praga-Północ.

## Filmografie
- 1991: Leben für Leben – Maximilian Kolbe (Życie za życie. Maksymilian Kolbe)
- 2016: Die letzte Familie (Ostatnia rodzina)
- 2019: Corpus Christi
- 2019: Der Usedom-Krimi: Geisterschiff
- 2019: Dunkel, fast Nacht (Ciemno, prawie noc)
- 2020: Sweat
- 2020: Król (Fernsehserie, 2 Folgen)
- 2021: Ungesühnte Schläge (Żeby nie było śladów)

## Auszeichnungen
Polnischer Filmpreis
- 2017: Auszeichnung als Beste Hauptdarstellerin (Die letzte Familie)
- 2019: Auszeichnung als Beste Nebendarstellerin (Jak pies z kotem)
- 2020: Auszeichnung als Beste Hauptdarstellerin (Corpus Christi)

## Werke
- Aleksandra Konieczna: Anyzowe dropsy. Harde, 2020. ISBN 978-8366252950